# Иида (город)
Иида (яп. 飯田市 Иида-си) — город в Японии, находящийся в префектуре Нагано. Площадь города составляет 658,73 км², население — 102 454 человека (1 августа 2014), плотность населения — 155,53 чел./км².

## Географическое положение
Город расположен на острове Хонсю в префектуре Нагано региона Тюбу. С ним граничат города Сидзуока, Хамамацу, посёлки Иидзима, Мацукава, Такамори, Нагисо, Каванехон и сёла Ати, Симодзё, Ясуока, Тенрю, Такаги, Тоёока, Осика, Окува.

## Население
Население города составляет 102 454 человека (1 августа 2014), а плотность — 155,53 чел./км². Изменение численности населения с 1980 по 2005 годы:
| 1980 | 109 465 чел. |  |
| 1985 | 111 009 чел. |  |
| 1990 | 110 402 чел. |  |
| 1995 | 110 204 чел. |  |
| 2000 | 110 589 чел. |  |
| 2005 | 108 624 чел. |  |

## Символика
Деревом города считается яблоня, цветком — Rhododendron dilatatum.

## Города-побратимы
- Цуяма, Япония (1969)
- Шарлевиль-Мезьер, Франция (1988)